# Adem Demaçi
Adem Demaçi (Pristina, 26 de febrero de 1936-Ib., 26 de julio de 2018) fue un político, escritor y defensor de los derechos humanos kosovar.

## Biografía
Crítico con el régimen comunista de Tito. Defensor, en sus obras y discursos, de los derechos elementales de la comunidad albanesa en Kosovo. Fue encarcelado en numerosas ocasiones, llegando a pasar 28 años de su vida en cárceles yugoslavas. 
En 1991 fue galardonado con el Premio Sájarov otorgado por el Parlamento Europeo en defensa de la Libertad de Conciencia.
Demaçi fue el representante político del UÇK en el periodo 1998-1999, permaneciendo en Kosovo a lo largo de toda la guerra. Estuvo involucrado hasta su muerte en la política kosovar abogando siempre por la independencia total de Serbia.